# Коаста (Паушешти-Маглаши)
Коаста (рум. Coasta) насеље је у Румунији у округу Валча у општини Паушешти-Маглаши. Oпштина се налази на надморској висини од 389 m.

## Становништво
Према подацима из 2002. године у насељу је живело 657 становника, од којих су сви румунске националности.